# Libby Lane
Elizabeth Jane Holden Lane (nascida em 8 de dezembro de 1966) é uma bispa anglicana inglesa e Lorde Espiritual. Desde fevereiro de 2019, ela serve como Bispa da Diocese de Derby na Igreja da Inglaterra. Anteriormente, ela foi Bispa de Stockport, um bispo sufragâneo na Diocese de Chester. Lane foi a primeira mulher a ser nomeada bispa pela Igreja da Inglaterra.

## Vida pregressa
Lane nasceu Elizabeth Jane Holden em 8 de dezembro de 1966 no distrito rural de Wycombe, Buckinghamshire, Inglaterra. Ela era a do meio de três filhos, seu pai era diretor administrativo de uma série de empresas internacionais e sua mãe era professora primária. Doi criada em Glossop, Derbyshire, e educada na Manchester High School for Girls, uma escola particular para meninas. Sua família não era religiosa; em Glossop, Lane passou a frequentar a igreja na vizinha Charlesworth a convite de sua melhor amiga. Ela foi confirmado um ano depois.
Em 1986, ela matriculou-se no St Peter's College, Oxford, onde estudou teologia. Ela se formou com um diploma de Bacharel em Artes (BA) em 1989; este foi posteriormente promovido a um grau de Mestre em Artes (MA Oxon) sob os estatutos e costumes da universidade. De 1991 a 1993, ela estudou para ordenação no Cranmer Hall, Universidade de Durham.
Lane se casou com seu marido, George Lane, em 1990. Eles se conheceram enquanto ambos eram estudantes no St Peter's College, Oxford, no final da década de 1980. Ele é um padre anglicano e o capelão coordenador no Aeroporto de Manchester. Eles estavam entre os primeiros casais a serem ordenados ao mesmo tempo na Igreja da Inglaterra. Eles têm dois filhos, Connie e Benedict.

## Ministério ordenado
Lane foi ordenada na Igreja da Inglaterra como diácono em 1993 e como sacerdote em 1994, o primeiro ano em que mulheres foram ordenadas sacerdotes na Igreja da Inglaterra. Ela serviu como cura na Igreja de St. James, Blackburn, de 1993 a 1996. Ela e George dividiram o cargo no curato nos primeiros anos de casamento.
Libby serviu na Diocese de Chester de 2000 a 2014 e foi vigária do benefício combinado de St. Peter's Hale e St. Elizabeth's Ashley de 2007. Também foi a Reitora de Mulheres no Ministério na diocese desde 2010.
Em 2013, Lane foi eleita uma dos oito observadores participantes da Câmara dos Bispos como observadora representando o Noroeste da Inglaterra. As observadoras eram sacerdotisas seniores que compareciam e participavam das reuniões da Câmara dos Bispos até que seis mulheres se tornassem membros plenos da casa. Ela compareceu à sua primeira reunião em dezembro de 2013. Lane deixou de ser observadora quando foi eleita, por e entre os bispos sufragâneos da Província de Iorque, para a Câmara dos Bispos em 2015. Como sufragânea eleita e posteriormente bispa diocesana, ela é membro pleno da casa desde 2015.

### Episcopado
Em 17 de dezembro de 2014, foi anunciado que Lane se tornaria Bispo de Stockport, um bispo sufragâneo na Diocese de Chester. Após a nomeação, ela disse que foi "dia notável para mim e um dia histórico para a Igreja". O primeiro-ministro britânico, David Cameron, chamou sua nomeação de "histórica" e "um importante passo à frente para a Igreja em direção a uma maior igualdade em seus cargos seniores". Ela foi consagrada na Catedral de Iorque em 26 de janeiro de 2015 por John Sentamu, o Arcebispo de Iorque. Quando o arcebispo perguntou à congregação se Lane deveria ser consagrada como bispo, o serviço foi brevemente interrompido por um padre anglo-católico, Paul Williamson, que exclamou "Não está na Bíblia" e chamou o fato de Lane ser mulher de "impedimento absoluto". Não houve oposição quando Sentamu, tendo explicado cuidadosamente a legalidade do ato, perguntou uma segunda vez. Mais de 100 membros do episcopado anglicano da Inglaterra e outras partes do mundo estenderam as mãos sobre ela.
Um dos primeiros deveres que Lane assumiu como bispa foi seu envolvimento no serviço de consagração de Philip North como bispo de Burnley em 2 de fevereiro de 2015. North é um anglo-católico tradicionalista que não aceita a ordenação de mulheres. Portanto, apenas três bispos participaram da imposição de mãos, excluindo Lane e todos os outros, incluindo Sentamu. Em vez disso, eles se reuniram em oração ao redor de North, com apenas os três bispos "que compartilham sua convicção teológica a respeito da ordenação de mulheres" impondo as mãos sobre ele. Essa situação foi amplamente comentada como exemplificando uma "teologia da mancha".
Lane foi instalada na Catedral de Chester em 8 de março de 2015, Dia Internacional da Mulher, sinalizando o início oficial de seu ministério como bispo de Stockport.
Em 18 de dezembro de 2018, foi anunciado que Lane se tornaria o oitavo bispo de Derby, sucedendo Alastair Redfern; ela cresceu na diocese, em Glossop. A confirmação de sua eleição canônica ocorreu em 11 de fevereiro de 2019, momento em que ela se tornou legalmente bispo de Derby. A Diocese de Derby foi então a primeira diocese da Igreja da Inglaterra a ter uma mulher bispo diocesana e uma mulher bispo sufragânea (Jan McFarlane era então o bispo de Repton). Ela foi instalada na Catedral de Derby em 25 de maio de 2019. Ela foi apresentada como Lorde Espiritual na Câmara dos Lordes pelo Arcebispo de Canterbury (Justin Welby) e pelo ex-Arcebispo de York (John Sentamu) em 2 de julho de 2019.

### Posições públicas
Em novembro de 2023, ela foi uma dos 44 bispos da Igreja da Inglaterra que assinaram uma carta aberta apoiando o uso das Orações de Amor e Fé (ou seja, bênçãos para casais do mesmo sexo) e pediu que "Orientações fossem emitidas sem demora, incluindo a remoção de todas as restrições ao clero que celebra casamentos civis entre pessoas do mesmo sexo e aos bispos que ordenam e licenciam tal clero".
Após a renúncia do Arcebispo de Canterbury, Bispa Lane elogiou "o Arcebispo Justin por sua honrosa decisão de assumir a responsabilidade pessoal e institucional pelas falhas descritas no relatório [Makin]".

## Honras
Lane foi nomeada fellow honorária do St Peter's College, Oxford (sua alma mater) em junho de 2015. Em julho de 2015, ela recebeu o título honorário de Doutora em Divindade (DD) pela University of Wales Trinity Saint David. Em julho de 2017, ela recebeu o título honorário de Doutora em Direito (LLD) pela Universidade de Bath.